# Andreas Georg Nerlich
Andreas Georg Nerlich (* 1. Dezember 1957 in Landshut) ist ein deutscher Pathologe und Mumienforscher.

## Leben
Nach dem Studium der Humanmedizin von 1977 bis 1983 an der Universität München promovierte Andreas Nerlich 1984 am Max-Planck-Institut für Biochemie, wo er in der Abteilung Bindegewebsforschung in Martinsried als wissenschaftlicher Mitarbeiter tätig war. Von 1984 bis 2001 war er als wissenschaftlicher Mitarbeiter am Institut für Pathologie der Universität München. 1993 schloss er seine Facharztausbildung für Allgemeine Pathologie und Spezielle Pathologische Anatomie ab und absolvierte 2001 eine Weiterbildung für Molekularpathologie. 2009 promovierte Andreas Nerlich zum Dr. rer. biol. hum. an der Universität München. Seit 2001 ist er als Chefarzt und Leiter des Instituts für Pathologie am Standort München Klinik Bogenhausen und seit August 2005 in gleicher Funktion am Standort München Klinik Schwabing des Städtisches Klinikum München tätig.
Die Forschungsschwerpunkte von Andreas Nerlich sind Bindegewebserkrankungen mit dem Fokus auf Pathologie von angeborenen Skelett- und Wirbelsäulenerkrankungen. Ein weiteres Interessensgebiet sind die Paläopathologie und Mumienforschung.

## Auszeichnungen
- 1989 COPP-Preis für Osteologie, Deutsche Gesellschaft für Osteologie[3]
- 1997 VOLVO-Award for Basic Research, International Society for the Study of the Lumbar Spine[4]
- 2009 SPECIAL EMPHASIS POSTER AWARD, International Society for the Study of the Lumbar Spine (ISSLS)
- 2011 OUTSTANDING POSTER AWARD, International Society for the Study of the Lumbar Spine (ISSLS)
- 2019 OUTSTANDING BASIC SCIENCE PAPER, International Society for the Study of the Lumbar Spine (ISSLS)

## Publikationen
- Der Riese vom Tegernsee. Aachen: Shaker Verlag 2013. ISBN 978-3-8440-1928-5
- Die Mumie des Königs General. Heinrich LII. Reuß-Köstritz (Anm. LII. = römische Zahl 52.): Lebensgeschichte eines bayerischen Generals zu Napoleons Zeiten. Weißenhorn: Konrad Verlag 2016. ISBN 978-3-00-054636-5
- Prinzessin Wackerstein. Geheimnisse einer bayerischen Kindermumie aus der Zeit König Max I. Joseph. Eine medizin-historische Untersuchung. Weißenhorn: Konrad Verlag 2019. ISBN 978-3-87437-589-4
- mit Angelika Fleckinger und Oliver Peschel: Life and Diseases of the Neolithic Glacier Mummy “Ötzi”, in: Handbook of Mummy Studies. 2021. S. 1–22.
- Wilhelm von Jordan. Flügeladjutant von König Max I. Joseph. Eine medizin-historische Untersuchung. Weißenhorn: Konrad Verlag 2022. ISBN 978-3-87437-609-9
- „Nix G'wiss woas ma ned“. Der Münchner Finessensepperl. Leben und Tod des Joseph Huber. Eine medizinisch-historische Untersuchung. Weißenhorn: Konrad Verlag 2024. ISBN 978-3-87437-629-7
- Der größte Bayer und seine Familie. Leben und Leiden von Thomas Hasler, dem „Riesen vom Tegernsee“. München: August Dreesbach Verlag 2025. ISBN 978-3-96395-046-9
- Nerlich et al.: (übersetzt:) Das Rätsel des „luftgetrockneten Kaplans“ gelöst: Das Leben und „Nachleben“ einer ungewöhnlichen menschlichen Mumie aus dem Österreich des 18. Jahrhunderts. In: Frontiers in Medicine (Front. Med.), 2. Mai 2025, Sektion Pathologie, Band 12 - 2025, https://doi.org/10.3389/fmed.2025.1560050 , https://www.frontiersin.orghttps//www.frontiersin.org/journals/medicine/articles/10.3389/fmed.2025.1560050/full